# وستبروک (مینه‌سوتا)
وستبروک، مینه‌سوتا (به انگلیسی: Westbrook, Minnesota) یک شهر در ایالات متحده آمریکا است که در شهرستان کاتنوود، مینه‌سوتا واقع شده‌است.

## خصوصیات
وستبروک ۲٫۰۲ کیلومترمربع مساحت و ۷۳۹ نفر جمعیت دارد و ۴۳۵ متر بالاتر از سطح دریا واقع شده‌است.